# Dianthus pamiralaicus
Dianthus pamiralaicus là loài thực vật có hoa thuộc họ Cẩm chướng. Loài này được Lincz. mô tả khoa học đầu tiên năm 1964.